# Orione (nome)
Orione  è un nome proprio di persona italiano maschile.

## Varianti in altre lingue
- Catalano: Orió[3]
- Greco antico: Ὠρίων (Ōrī́ōn)[1][4][5], Ὠᾰρῑ́ων (Ōarī́ōn)[5]
- Greco moderno: Ωρίων (Oriōn)
- Inglese: Orion[6]
- Latino: Ōrīōn[1]
- Spagnolo: Orión[3]

## Origine e diffusione

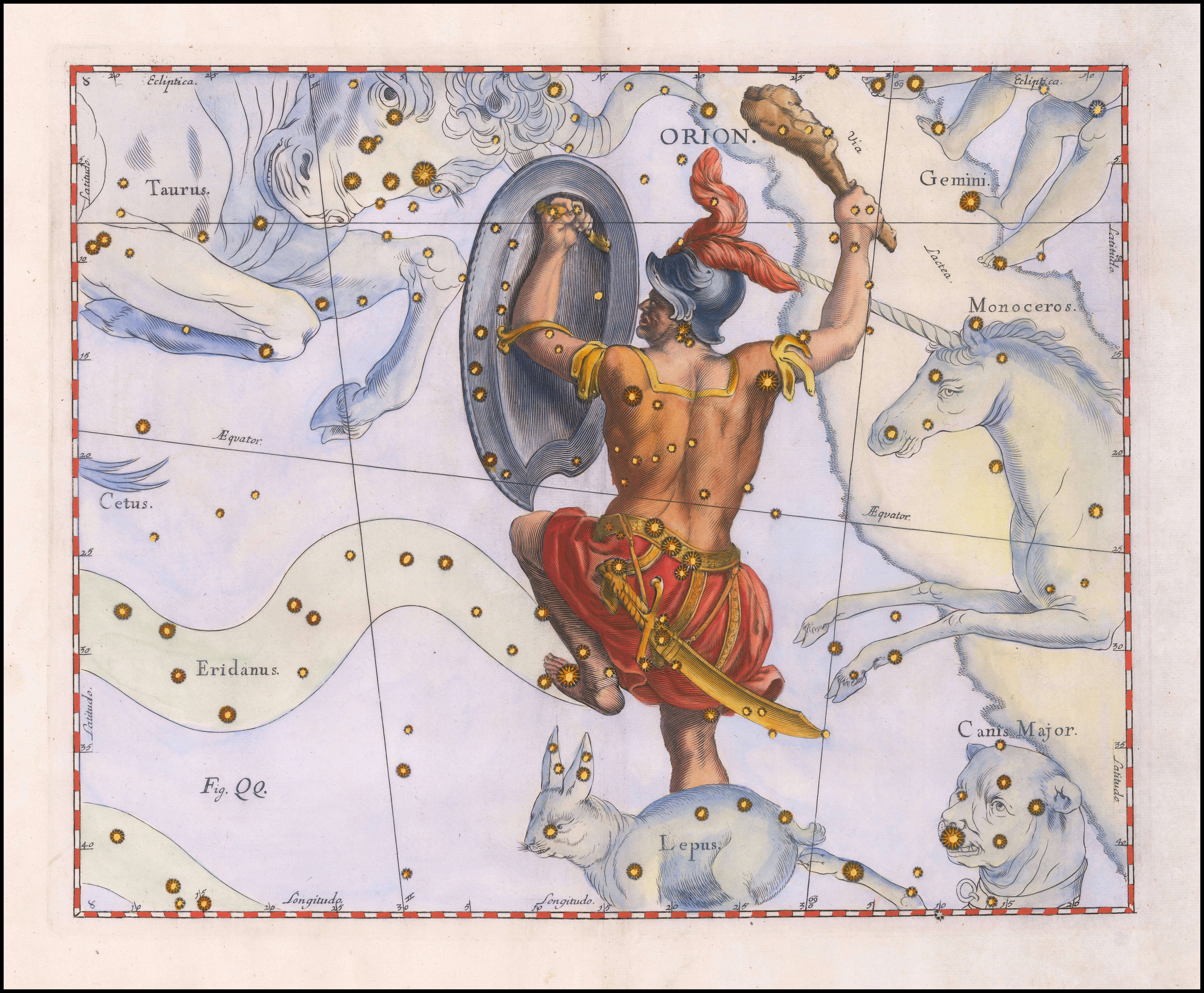
Raffigurazione di Orione sovrapposto all'omonima costellazione in una mappa celeste di Johannes Hevelius

Si tratta di un nome di tradizione classica, portato nella mitologia greca dal gigante cacciatore Orione, amante di Eos e ucciso da Artemide, immortalato nell'omonima costellazione. 
L'etimologia del nome, in greco Ὠρίων (Ōrī́ōn), è incerta; spesso viene proposta una derivazione dall'accadico 𒌋𒊒𒀭𒈾 (Uru-anna, "luce del paradiso", "luce del cielo"), da urru ("luce") e anu ("cielo"), che è il nome con cui la costellazione era nota in Mesopotamia; alcune fonti ipotizzano in alternativa un legame con il termine greco ὅριον (horion, "limite", "confine").
La vicenda mitologica è oggetto di alcune opere teatrali e liriche (come una tragicommedia di Morselli del 1910), che insieme al flebile culto di alcuni santi così chiamati, oltre che a quello di san Luigi Orione, sostengono l'uso del nome in italiano; è comunque rarissimo, e negli anni 1970 se ne contava appena una cinquantina di occorrenze, disperse nel Nord e in Toscana. Nei paesi anglofoni è attestato a partire dal XVII secolo.

## Onomastico
L'onomastico si può festeggiare il 18 gennaio in ricordo di sant'Orione, evangelizzatore e martire con altri compagni in Egitto, oppure il 28 giugno in memoria di un altro sant'Orione, studente spirituale di Origene e martire ad Alessandria sotto Settimio Severo.
Si segnala inoltre la presenza di san Luigi Orione che lo portò come cognome; fondatore della Piccola opera della Divina Provvidenza, è commemorato il 12 marzo.

## Persone
- Orione di Tebe, grammatico bizantino

### Variante Orion
- Orion Garo, cestista albanese
- Orion Outerbridge, cestista statunitense
- Orion Weiss, pianista statunitense